# Hydroxyde de zinc
L’hydroxyde de zinc Zn(OH)2 est un composé chimique ionique, corps inorganique assemblé de cations zinc et d'une quantité double d'anions hydroxydes de formule Zn(OH)2.

## Généralité
Il s'agit d'un hydroxyde amphotère, très peu soluble avec un produit de solubilité pKs égal à 17 en milieu aqueux, à peine plus soluble que l'oxyde de zinc. Mais en masse solide, l'hydroxyde de zinc est un corps hygroscopique qui absorbe de l'eau et qui dévoile aussi des propriétés absorbantes spécifiques vis-à-vis de composés organiques. Il est peu stable à la chaleur et se décompose en oxyde de zinc en perdant une molécule d'eau.
Zn(OH)2 se présente au laboratoire sous forme de cristaux rhomboèdres. Il est présent naturellement dans trois minéraux : wülfingite (de structure orthorhombique), ashoverite (en) et sweetite (en) (tous deux tétragonaux).
De même que les hydroxydes d'autres métaux, comme ceux du plomb, de l'aluminium, du béryllium, de l'étain (en) ou du chrome(III), l'hydroxyde de zinc (et l'oxyde de zinc, ZnO) est amphotère. De fait il se dissout rapidement dans une solution d'acide fort, comme l'acide chlorhydrique et dans une solution alcaline comme l'hydroxyde de sodium.

## Préparation
Il peut être préparé en ajoutant une solution d'hydroxyde de sodium ou d'hydroxyde de potassium, mais sans excès, à une solution d'un quelconque sel de zinc. Un précipité blanc gélatineux apparaît :
Zn2+ solution aqueuse d'ions zinc + 2OH− par exemple NaOH ou KOH → Zn(OH)2 précipité solide.
Si l'alcali à base d'hydroxyde est ajouté, le précipité d'hydroxyde de zinc se redissout en formant une solution incolore d'ions zincates Zn(OH)42−
Zn(OH)2 + 2 OH− → Zn(OH)42−.
qui précipite facilement, par exemple :
Zn(OH)2 précipité solide + 2 KOH → K2Zn(OH)4 précipité solide
Si l'hydroxyde de sodium ou de potassium, voire de l'ammoniaque, est ajouté en excès, le précipité de zincate de sodium ou de potassium se redissout en formant une solution incolore de complexes basiques (avec une proportion d'ions zincates).
Cette propriété peut être utilisée pour détecter les ions zinc dans une solution mais ce test n'est pas exclusif car les composés d'aluminium et de plomb se comportent de manière similaire. Contrairement aux hydroxydes d'aluminium et de plomb, l'hydroxyde de zinc se dissout aussi dans l'ammoniaque ou de solutions concentrées de sels ammoniacaux pour former un complexe Zn(NH3)42+ du type amine-métal, incolore et soluble dans l’eau.
De même, l'hydroxyde de zinc est soluble en présence d'anions oxalates, tartrates... pour former des complexes de zinc.
Notez que l'ajout d'ammoniaque dans les solutions neutres du cation zinc provoque d'abord un précipité blanc de Zn(OH)2. ce n'est que l'ajout d'un excès d'ammoniaque qui provoque une (re)solubilisation avec formation de complexes Zn(NH3)42+.

## Utilisations
L'hydroxyde de zinc est utilisé comme absorbant dans les mèches chirurgicales.
Il peut être utilisé pour générer par chauffage de l'oxyde de zinc.